# Pelochyta nigrescens
Pelochyta nigrescens är en fjärilsart som beskrevs av Paul Dognin 1891. Pelochyta nigrescens ingår i släktet Pelochyta och familjen björnspinnare. Inga underarter finns listade i Catalogue of Life.